# Isola Taiping
L'Isola Taiping, anche nota come Itu Aba (in cinese 太平島S, Tàipíng DǎoP; in filippino Pulo ng Ligaw; in vietnamita Đảo Ba Bình) è un'isola del Mar Cinese Meridionale, parte dell'arcipelago delle isole Spratly. Tenendo conto solo della superficie "naturale" delle isole dell'arcipelago (ovvero senza considerare gli incrementi dovuti alle attività di sottrazione di terra dal mare), Taiping è per dimensione la più grande delle Spratly.
L'isola è, dal 1956, stabilmente occupata da una guarnigione militare di Taiwan e amministrata come parte del Distretto di Qijin, ma è ufficialmente rivendicata dalla Repubblica Popolare Cinese, dalle Filippine e dal Vietnam come parte del proprio territorio nazionale.

## Storia

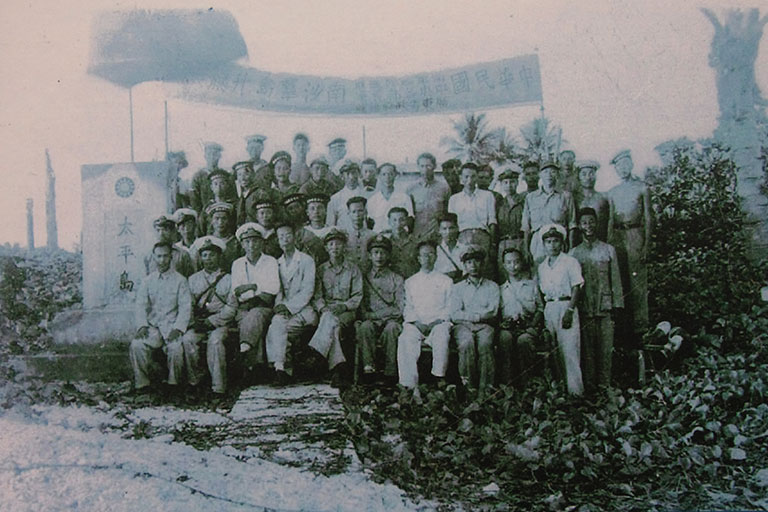
Foto di gruppo dei soldati della Repubblica di Cina durante la rioccupazione dell'isola nel 1946

L'arcipelago delle isole Spratly venne scoperto e visitato sin dai tempi antichi dai navigatori, pescatori e mercanti cinesi, anche se le varie dinastie imperiali che dominarono la Cina fecero molto poco per esercitare effettivamente la sovranità su questi territori, rimasti praticamente disabitati. All'inizio del XVII secolo alcune delle piccole isole delle Spratly erano divenute covi per i pirati cinesi che disturbavano i traffici commerciali degli europei nel Mar Cinese Meridionale, e a partire dal 1735 la Royal Navy britannica condusse un'ampia campagna nella regione per eliminare questa minaccia; nell'ambito di queste operazioni i britannici avviarono anche una vasta opera di mappatura del coacervo di isole, scogli e bassifondi che caratterizzano l'area delle Spratly. Fu in questo frangente che l'isola di Itu Aba venne per la prima volta riportata sulle carte nautiche britanniche; l'origine del nome non è chiara: secondo alcuni deriva da un'espressione in lingua malese (itu aba appunto) corrispondente alla domanda "Che cos'è?", secondo altri è il risultato della corruzione del termine "Widuabe", la pronuncia del nome dato all'isola dai pescatori cinesi di Hainan. Nel 1798 i britannici edificarono una torre di osservazione in ferro su Itu Aba, ma per gran parte dei decenni successivi l'isola fu sostanzialmente priva di abitanti stabili.
Nel dicembre 1933, temendo le manovre espansionistiche dell'Impero giapponese in Cina, la Francia proclamò l'annessione dell'arcipelago delle Spratly alla colonia dell'Indocina francese; truppe francesi occuparono varie isole tra cui Itu Aba, cacciandone i pescatori cinesi che vi facevano sosta e suscitando le proteste dell'allora Repubblica di Cina. Le mire giapponesi sulle isole del Mar Cinese Meridionale erano in effetti reali, e nel luglio 1937 le autorità britanniche segnalarono esplorazioni di Itu Aba condotte da spedizioni nipponiche; il governo di Londra avanzò la proposta alla Francia di affittare l'isola per costruirvi una base aerea, anche se la cosa poi non si concretizzò. Il 30 marzo 1939 il Giappone proclamò ufficialmente l'annessione delle isole Spratly al suo impero: Itu Aba, ribattezzata dai giapponesi "Nagashima" (in giapponese 長島?, letteralmente "Isola Lunga"), fu occupata da una guarnigione militare e, in seguito, vi venne impianta una base per idrovolanti e un punto di appoggio per sommergibili.
L'occupazione giapponese finì con la sconfitta nella seconda guerra mondiale, e nel dicembre 1946 una spedizione di truppe cinesi procedette alla rioccupazione delle isole Spratly; i cinesi stabilirono una guarnigione permanente sulla più grande delle Spratly, Itu Aaba appunto, e l'isola fu rinominata Tàipíng Dǎo (letteralmente "Isola della Pace") come la nave che aveva guidato la spedizione per la sua rioccupazione, il cacciatorpediniere di scorta Tai Ping (ex USS Decker della United States Navy). Dopo la rinuncia formale del Giappone al possesso dell'arcipelago nel 1951 con il trattato di San Francisco, sia il Vietnam che le Filippine iniziarono a rivendicarne ampie porzioni; nella contesa si inserì anche il contrasto tra il vecchio governo nazionalista della Repubblica di Cina, riparato a Taiwan dopo la sconfitta nella guerra civile cinese, e il nuovo governo della Repubblica Popolare Cinese insediatosi a Pechino. Dopo essere stata inizialmente abbandonata, dal 1956 Taiping fu stabilmente occupata da truppe del governo nazionalista di Taiwan; dal 1980 l'isola è stata amministrativamente incorporata nel Distretto di Qijin.

## Geografia

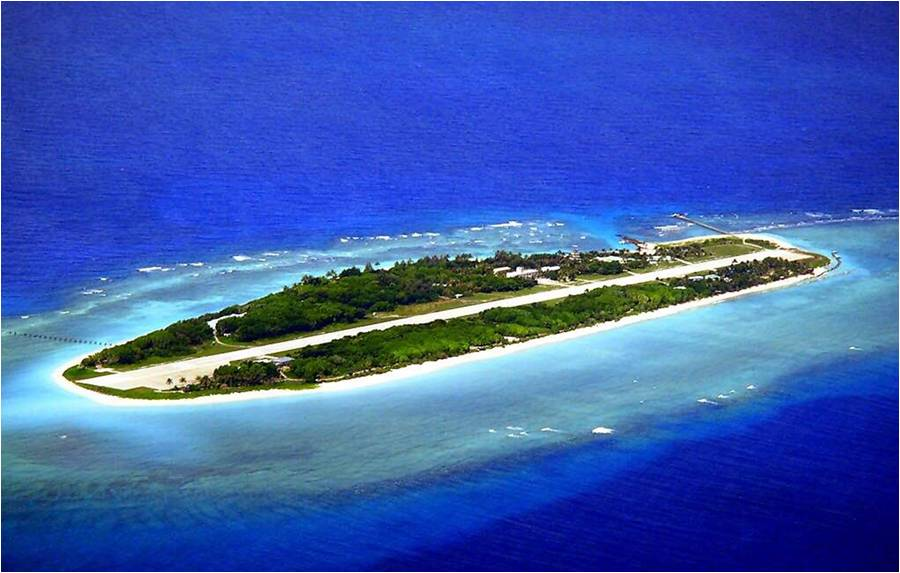
Veduta aerea di Taiping dal lato nord nel 2016

L'isola Taiping fa parte del Banco Tizard, un vasto atollo corallino parzialmente sommerso collocato nella parte centro-occidentale dell'arcipelago delle Spratly; Taiping, a sua volta collocata nella sezione nord-occidentale del Banco Tizard, è per dimensione l'isola più grande del banco e, tenendo conto solo della superficie naturale (ovvero senza considerare gli incrementi artificiali dati dalle attività di sottrazione di terra dal mare), di tutto l'arcipelago delle Spratly, con una superficie di circa 0,49 chilometri quadrati.
Taiping sorge a circa 700 miglia nautiche a sud-est di Kaohsiung sull'isola di Taiwan, e a 680 miglia a sud di Hong Kong sulla costa della Cina. L'isola ha una forma ovale lunga e stretta, estendendosi per circa 1290 metri (o 1360 metri) lungo l'asse est-ovest e per circa 366 metri (o 350 metri) lungo l'asse nord-sud; l'isola è bassa e piatta, con un'altitudine media di 3,8 metri sul livello del mare. Taiping ha una superficie composta principalmente da sabbia fine formata dall'erosione della barriera corallina che la circonda completamente; l'isola è contornata da spiagge sabbiose, larghe cinque metri sui lati settentrionale e meridionale, 20 metri sul lato orientale e 50 metri sul lato occidentale. La parte interna era originariamente ricoperta da uno spesso strato di vegetazione tropicale, finito parzialmente distrutto a seguito dei lavori di edificazione portati avanti dopo l'occupazione cinese. I vasti giacimenti di fosfati dell'isola sono ormai stati sfruttati fino al punto di esaurimento, ma le acque attorno conservano ancora un notevole valore come area di pesca; si ritiene che i fondali attorno all'isola possano ospitare giacimenti di petrolio o gas naturale, ma non sono ancora state condotte esplorazioni per la loro individuazione.

## Infrastrutture

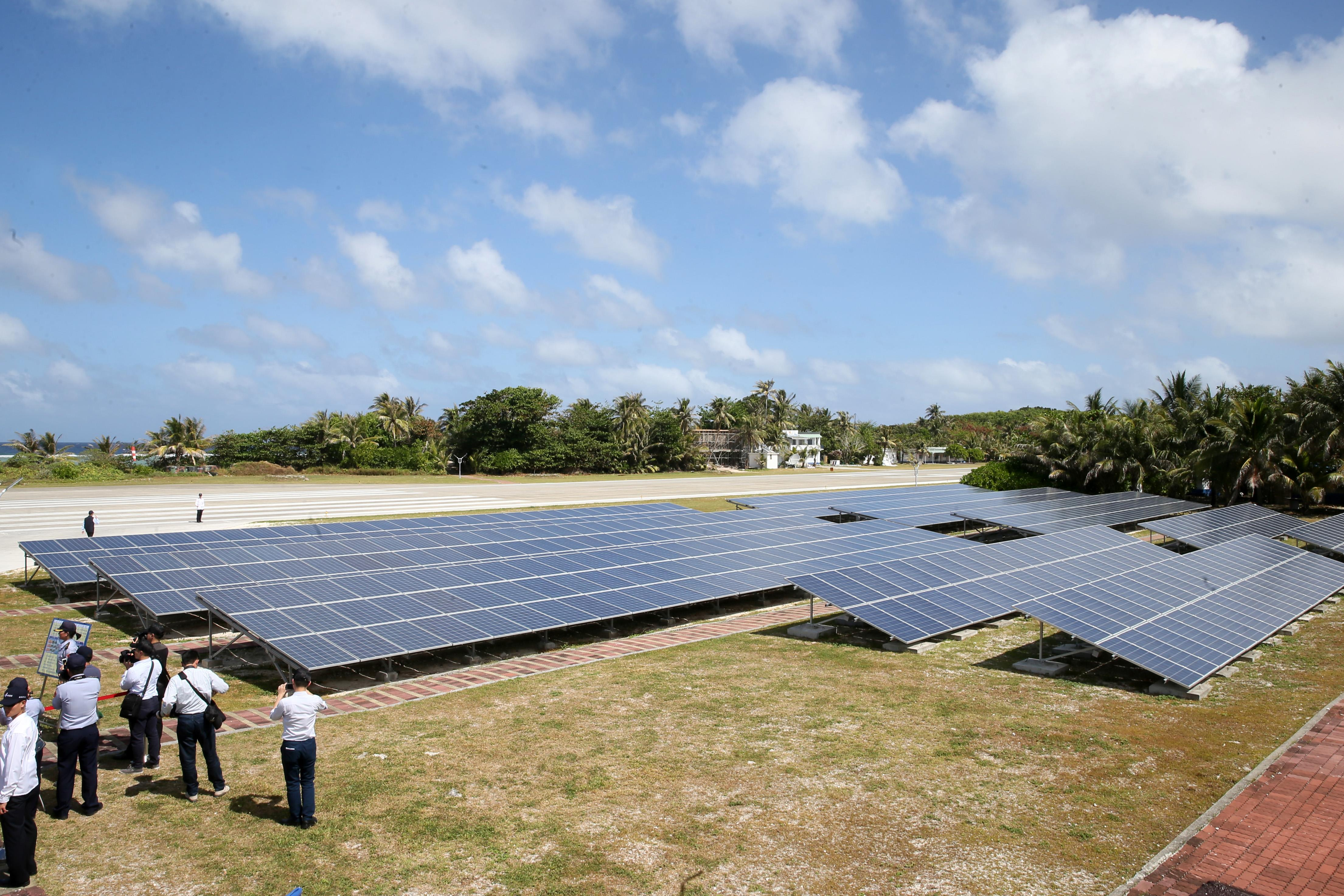
La centrale fotovoltaica di Taiping nel 2016

Taiping non ha una popolazione civile stanziale, ma sull'isola sono dislocati circa 200 tra militari e membri della Guardia costiera di Taiwan; l'isola è una meta popolare per spedizioni scientifiche organizzate da ricercatori e studenti universitari taiwanesi. Le infrastrutture realizzate su Taiping comprendono un rifugio per i pescatori che visitano le sue acque, un ospedale, un ufficio postale, un tempio dedicato a Guanyin, un parco culturale, un faro, stazioni meteorologiche, strutture di telecomunicazioni satellitari e apparecchiature di sorveglianza radar; l'isola ha una piccola rete di telefoni pubblici ed è connessa a Internet.
I collegamenti navali sono garantiti da una nave di rifornimento militare, che raggiunge l'isola durante un singolo viaggio ad aprile e novembre ogni anno per consegnare personale e rifornimenti; inoltre, una nave mercantile civile arriva ogni 20 giorni trasportando beni di prima necessità e occasionalmente gli studiosi che conducono ricerche sull'isola. A causa della presenza della barriera corallina, le navi non potevano originariamente attraccare all'isola ma dovevano sostare in un punto a 1,2 miglia nautiche di distanza e trasbordare il loro carico su zattere; dal 2015 è stato tuttavia realizzato, sul lato sud-occidentale dell'isola, un grande molo largo circa 150 metri e accessibile a piccole imbarcazioni.
Alla fine del 2007 è stata aperta al traffico una pista di aviazione lunga circa 1200 metri (in pratica estesa per quasi tutta la lunghezza est-ovest dell'isola) e larga 30 metri, in grado di consentire i voli di rifornimento da parte degli apparecchi da trasporto C-130 dell'Aeronautica militare taiwanese; le infrastrutture aeroportuali comprendono un'area di sosta grande abbastanza per ospitare due C-130 contemporaneamente e un piccolo eliporto.
Taiping è l'unica isola delle Spratly a ospitare sorgenti di acqua dolce; dal 1992 sono stati costruiti un bacino di raccolta dell'acqua e altri serbatoi, mentre dal 1993 sono attivi due impianti di dissalazione dell'acqua di mare. L'energia elettrica era inizialmente garantita da cinque generatori diesel da 200 kW, con il carburante spedito regolarmente da Taiwan; al dicembre 2014 l'isola è servita da una centrale elettrica fotovoltaica da 40 kW.